# Списак споменика културе у Севернобачком округу
Следи списак споменика културе у Севернобачком округу.
| ИД      | Слика                                                               | Назив                                                               | Адреса                     | Координате                                     | Место                   | Градска општина | Општина      | Надлежни завод |
| ------- | ------------------------------------------------------------------- | ------------------------------------------------------------------- | -------------------------- | ---------------------------------------------- | ----------------------- | --------------- | ------------ | -------------- |
| СК 1035 | Синагога у Суботици                                                 | Синагога у Суботици                                                 | Трг Јакаба и Комора 6      | 46.10147°N 19.661363°E / 46.10147, 19.661363   | Суботица                |                 | Суботица     | СУБОТИЦА       |
| СК 1036 | Градска кућа у Суботици                                             | Градска кућа у Суботици                                             | Трг Слободе 1              | 46.099885°N 19.664925°E / 46.099885, 19.664925 | Суботица                |                 | Суботица     | СУБОТИЦА       |
| СК 1091 | Дворац Зако                                                         | Дворац Зако                                                         |                            | 45.776219°N 19.583622°E / 45.776219, 19.583622 | Бајша                   |                 | Бачка Топола | СУБОТИЦА       |
| СК 1126 | Српска православна црква Светог Димитрија                           | Српска православна црква Светог Димитрија                           | Београдски пут             | 46.072516°N 19.679656°E / 46.072516, 19.679656 | Александрово (Суботица) |                 | Суботица     | СУБОТИЦА       |
| СК 1215 | Фрањевачки самостан у Суботици                                      | Фрањевачки самостан у Суботици                                      | Трг цара Јована Ненада 13  | 46.101351°N 19.664346°E / 46.101351, 19.664346 | Суботица                |                 | Суботица     | СУБОТИЦА       |
| СК 1216 | Римокатоличка црква Свете Терезе Авилске                            | Римокатоличка црква Свете Терезе Авилске                            | Трг жртава фашизма 19      | 46.098628°N 19.659142°E / 46.098628, 19.659142 | Суботица                |                 | Суботица     | СУБОТИЦА       |
| СК 1217 | Капела Св. Рока у Суботици                                          | Капела Св. Рока у Суботици                                          | Матка Вуковића бб          |                                                | Суботица                |                 | Суботица     | СУБОТИЦА       |
| СК 1218 | Палата Рајхл у Суботици                                             | Палата Рајхл у Суботици                                             | Парк Рајхл Ференца         | 46.101458°N 19.668836°E / 46.101458, 19.668836 | Суботица                |                 | Суботица     | СУБОТИЦА       |
| СК 1219 | Зграда Градске библиотеке у Суботици                                | Зграда Градске библиотеке у Суботици                                | Цара Душана 2              | 46.099543°N 19.666577°E / 46.099543, 19.666577 | Суботица                |                 | Суботица     | СУБОТИЦА       |
| СК 1220 | Зграда Народног позоришта у Суботици                                | Зграда Народног позоришта у Суботици                                | Иве Војновића 2            | 46.100138°N 19.665987°E / 46.100138, 19.665987 | Суботица                |                 | Суботица     | СУБОТИЦА       |
| СК 1221 | Зграда Трошарина у Суботици                                         | Зграда ''Трошарина'' у Суботици                                     | Бајски пут бб              |                                                | Суботица                |                 | Суботица     | СУБОТИЦА       |
| СК 1223 | Палата Манојловића у Суботици                                       | Палата Манојловића у Суботици                                       | Корзо 8                    | 46.100595°N 19.668042°E / 46.100595, 19.668042 | Суботица                |                 | Суботица     | СУБОТИЦА       |
| СК 1224 | Породична кућа Ђорђа Манојловића                                    | Породична кућа Ђорђа Манојловића                                    | Корзо 12                   | 46.100726°N 19.669046°E / 46.100726, 19.669046 | Суботица                |                 | Суботица     | СУБОТИЦА       |
| СК 1225 | Остојића палата у Суботици                                          | Остојића палата у Суботици                                          | Трг републике 46           | 46.100421°N 19.663638°E / 46.100421, 19.663638 | Суботица                |                 | Суботица     | СУБОТИЦА       |
| СК 1226 | Жута кућа у Суботици                                                | Жута кућа у Суботици                                                | Штросмајерова 11           | 46.098059°N 19.66543°E / 46.098059, 19.66543   | Суботица                |                 | Суботица     | СУБОТИЦА       |
| СК 1227 | Гробница Гал Ференца у Суботици                                     | Гробница Гал Ференца у Суботици                                     | Бајско гробље              |                                                | Суботица                |                 | Суботица     | СУБОТИЦА       |
| СК 1228 | Гробница Иштвана Ивањија у Суботици                                 | Гробница Иштвана Ивањија у Суботици                                 | Бајско гробље              |                                                | Суботица                |                 | Суботица     | СУБОТИЦА       |
| СК 1239 | Римокатоличка црква у Бајши                                         | Римокатоличка црква у Бајши                                         |                            | 45.77672°N 19.584963°E / 45.77672, 19.584963   | Бајша                   |                 | Бачка Топола | СУБОТИЦА       |
| СК 1240 | Српска православна црква Светог Димитрија у Бајши                   | Српска православна црква Светог Димитрија у Бајши                   |                            | 45.77672°N 19.584963°E / 45.77672, 19.584963   | Бајша                   |                 | Бачка Топола | СУБОТИЦА       |
| СК 1455 | Сеоска кућа панонског типа с окућницом у Бачкој Тополи              | Сеоска кућа панонског типа с окућницом у Бачкој Тополи              |                            |                                                | Бачка Топола            |                 | Бачка Топола | СУБОТИЦА       |
| СК 1533 | Пошаљи фотографију                                                  | Водице посвећене Великој Госпојини                                  |                            |                                                | Александрово (Суботица) |                 | Суботица     | СУБОТИЦА       |
| СК 1534 | Железничка станица Палић                                            | Железничка станица Палић                                            |                            | 46.103508°N 19.761368°E / 46.103508, 19.761368 | Палић                   |                 | Суботица     | СУБОТИЦА       |
| СК 1535 | Велика тераса на Палићу                                             | Велика тераса на Палићу                                             |                            | 46.098449°N 19.758729°E / 46.098449, 19.758729 | Палић                   |                 | Суботица     | СУБОТИЦА       |
| СК 1536 | Музички павиљон на Палићу                                           | Музички павиљон на Палићу                                           |                            | 46.098345°N 19.758593°E / 46.098345, 19.758593 | Палић                   |                 | Суботица     | СУБОТИЦА       |
| СК 1537 | Водоторањ на Палићу                                                 | Водоторањ на Палићу                                                 |                            |                                                | Палић                   |                 | Суботица     | СУБОТИЦА       |
| СК 1538 | Спомен чесма на Палићу                                              | Спомен чесма на Палићу                                              |                            |                                                | Палић                   |                 | Суботица     | СУБОТИЦА       |
| СК 1539 | Остојић капела у Суботици                                           | Остојић капела у Суботици                                           |                            |                                                | Суботица                |                 | Суботица     | СУБОТИЦА       |
| СК 1540 | Кућа Крнајских у Келебији                                           | Кућа Крнајских у Келебији                                           |                            |                                                | Келебија                |                 | Суботица     | СУБОТИЦА       |
| СК 1541 | Конен вила на Палићу                                                | Конен вила на Палићу                                                |                            |                                                | Палић                   |                 | Суботица     | СУБОТИЦА       |
| СК 1782 | Пошаљи фотографију                                                  | 13 бунара у Ул. Иштвана Кизура на Келебији                          | Иштвана Кизура             |                                                | Келебија                |                 | Суботица     | СУБОТИЦА       |
| СК 1783 | Зграда банке у Суботици                                             | Зграда банке у Суботици                                             | Трг Републике 2            | 46.10051°N 19.664974°E / 46.10051, 19.664974   | Суботица                |                 | Суботица     | СУБОТИЦА       |
| СК 1784 | Војнића палата у Суботици                                           | Војнића палата у Суботици                                           | Корзо 1                    | 46.100428°N 19.666251°E / 46.100428, 19.666251 | Суботица                |                 | Суботица     | СУБОТИЦА       |
| СК 1785 | Хотел Адолфа Халброра                                               | Хотел Адолфа Халброра                                               | Корзо 10                   | 46.100644°N 19.668391°E / 46.100644, 19.668391 | Суботица                |                 | Суботица     | СУБОТИЦА       |
| СК 1786 | Доминус кућа                                                        | Доминус кућа                                                        | Корзо 11                   | 46.100629°N 19.668021°E / 46.100629, 19.668021 | Суботица                |                 | Суботица     | СУБОТИЦА       |
| СК 1787 | Прокеш најамна палата                                               | Прокеш најамна палата                                               | Корзо 15                   | 46.100759°N 19.669003°E / 46.100759, 19.669003 | Суботица                |                 | Суботица     | СУБОТИЦА       |
| СК 1788 | Зграда Златно јагње (Дом војске)                                    | Зграда Златно јагње (Дом војске)                                    | Корзо 3                    | 46.100465°N 19.666599°E / 46.100465, 19.666599 | Суботица                |                 | Суботица     | СУБОТИЦА       |
| СК 1789 | Зграда банке (зграда "Путник")                                      | Зграда банке (зграда "Путник")                                      | Корзо 4                    | 46.100432°N 19.667088°E / 46.100432, 19.667088 | Суботица                |                 | Суботица     | СУБОТИЦА       |
| СК 1790 | Зграда СДК у Суботици                                               | Зграда СДК у Суботици                                               | Корзо 5                    | 46.100495°N 19.666793°E / 46.100495, 19.666793 | Суботица                |                 | Суботица     | СУБОТИЦА       |
| СК 1791 | Димитријевић кућа                                                   | Димитријевић кућа                                                   | Корзо 6                    | 46.100502°N 19.66771°E / 46.100502, 19.66771   | Суботица                |                 | Суботица     | СУБОТИЦА       |
| СК 1792 | Зграда "Близанци"                                                   | Зграда "Близанци"                                                   | Корзо 7                    | 46.100555°N 19.667324°E / 46.100555, 19.667324 | Суботица                |                 | Суботица     | СУБОТИЦА       |
| СК 1793 | Халброр кућа                                                        | Халброр кућа                                                        | Корзо 9                    | 46.100584°N 19.667688°E / 46.100584, 19.667688 | Суботица                |                 | Суботица     | СУБОТИЦА       |
| СК 1794 | Зграда у ул. Браће Радића бр. 74 у Суботици                         | Зграда у ул. Браће Радића бр. 74 у Суботици                         | Браће Радића 74            | 46.093617°N 19.669958°E / 46.093617, 19.669958 | Суботица                |                 | Суботица     | СУБОТИЦА       |
| СК 1795 | Кућа у Ул. Бранислава Нушића бр. 2 у Суботици                       | Кућа у Ул. Бранислава Нушића бр. 2 у Суботици                       | Бранислава Нушића 2        | 46.100023°N 19.668123°E / 46.100023, 19.668123 | Суботица                |                 | Суботица     | СУБОТИЦА       |
| СК 1798 | Зграда у Ул. Франкопанској бр. 2 у Суботици                         | Зграда у Ул. Франкопанској бр. 2 у Суботици                         | Франкопанска 2             |                                                | Суботица                |                 | Суботица     | СУБОТИЦА       |
| СК 1799 | Зграда гимназије „Светозар Марковић“ у Суботици                     | Зграда гимназије „Светозар Марковић“ у Суботици                     | Шандора Петефија 1         | 46.100439°N 19.660275°E / 46.100439, 19.660275 | Суботица                |                 | Суботица     | СУБОТИЦА       |
| СК 1800 | Зграда основне школе "18. новембар" у Суботици                      | Зграда основне школе "18. новембар" у Суботици                      | Максима Горког 38          | 46.096269°N 19.661749°E / 46.096269, 19.661749 | Суботица                |                 | Суботица     | СУБОТИЦА       |
| СК 1801 | Железничка станица у Наумовићеву                                    | Железничка станица у Наумовићеву                                    |                            |                                                | Наумовићево             |                 | Суботица     | СУБОТИЦА       |
| СК 1804 | Зграда средње школе „Лазар Нешић“ у Суботици                        | Зграда средње школе „Лазар Нешић“ у Суботици                        | Максима Горког 53          | 46.0956°N 19.661552°E / 46.0956, 19.661552     | Суботица                |                 | Суботица     | СУБОТИЦА       |
| СК 1805 | Зграда Јеврејске општине у Суботици                                 | Зграда Јеврејске општине у Суботици                                 | Димитрија Туцовића 13      | 46.101756°N 19.662313°E / 46.101756, 19.662313 | Суботица                |                 | Суботица     | СУБОТИЦА       |
| СК 1806 | Јеврејско гробље у Суботици                                         | Јеврејско гробље у Суботици                                         | Мајевичка бб               | 46.107696°N 19.639171°E / 46.107696, 19.639171 | Суботица                |                 | Суботица     | СУБОТИЦА       |
| СК 1807 | Ентеријер локала „Папилон“ у Суботици                               | Ентеријер локала „Папилон“ у Суботици                               | Димитрија Туцовића 11      | 46.101581°N 19.662431°E / 46.101581, 19.662431 | Суботица                |                 | Суботица     | СУБОТИЦА       |
| СК 1809 | Милиновић капела у Суботици                                         | Милиновић капела у Суботици                                         | Грабовачка бб              |                                                | Суботица                |                 | Суботица     | СУБОТИЦА       |
| СК 1810 | Пошаљи фотографију                                                  | Капела на Католичком гробљу у Пачиру                                |                            |                                                | Пачир                   |                 | Бачка Топола | СУБОТИЦА       |
| СК 1812 | Капела Радић у Суботици                                             | Капела Радић у Суботици                                             | Грабовачка бб              | 46.111062°N 19.655778°E / 46.111062, 19.655778 | Суботица                |                 | Суботица     | СУБОТИЦА       |
| СК 1816 | Капеле на Бајском гробљу у Суботици                                 | Капеле на Бајском гробљу у Суботици                                 | Црквени део Бајског гробља |                                                | Суботица                |                 | Суботица     | СУБОТИЦА       |
| СК 1817 | Каштел Пала Краиа                                                   | Каштел Пала Краиа                                                   | Маршала Тита 60            | 45.815745°N 19.629306°E / 45.815745, 19.629306 | Бачка Топола            |                 | Бачка Топола | СУБОТИЦА       |
| СК 1818 | Коларско-ковачка радионица                                          | Коларско-ковачка радионица                                          | Омладинска 31              | 45.818706°N 19.634689°E / 45.818706, 19.634689 | Бачка Топола            |                 | Бачка Топола | СУБОТИЦА       |
| СК 1819 | Леовић палата у Суботици                                            | Леовић палата у Суботици                                            | Парк Рајхл Ференца 11      | 46.100376°N 19.670768°E / 46.100376, 19.670768 | Суботица                |                 | Суботица     | СУБОТИЦА       |
| СК 1820 | Зграда у Парку Рајхл Ференца бр. 13 у Суботици                      | Зграда у Парку Рајхл Ференца бр. 13 у Суботици                      | Парк Рајхл Ференца 13      | 46.101098°N 19.670258°E / 46.101098, 19.670258 | Суботица                |                 | Суботица     | СУБОТИЦА       |
| СК 1821 | Зграда у Парку Рајхл Ференца бр. 7 у Суботици                       | Зграда у Парку Рајхл Ференца бр. 7 у Суботици                       | Парк Рајхл Ференца 17      | 46.101098°N 19.670258°E / 46.101098, 19.670258 | Суботица                |                 | Суботица     | СУБОТИЦА       |
| СК 1823 | Мађарска реформаторска црква у Старој Моравици                      | Мађарска реформаторска црква у Старој Моравици                      |                            | 45.869588°N 19.465775°E / 45.869588, 19.465775 | Стара Моравица          |                 | Бачка Топола | СУБОТИЦА       |
| СК 1825 | Зграда у Ул. Максима Горког бр. 21 у Суботици                       | Зграда у Ул. Максима Горког бр. 21 у Суботици                       | Максима Горког 21          | 46.097966°N 19.666444°E / 46.097966, 19.666444 | Суботица                |                 | Суботица     | СУБОТИЦА       |
| СК 1826 | Зграда Галерија - поклон збирки и легат др Винка Перчића у Суботици | Зграда Галерија - поклон збирки и легат др Винка Перчића у Суботици | Максима Горког 22          | 46.097404°N 19.664722°E / 46.097404, 19.664722 | Суботица                |                 | Суботица     | СУБОТИЦА       |
| СК 1829 | Млин Смоленски у Суботици                                           | Млин Смоленски у Суботици                                           | Ивана Милутиновића 120     | 46.083332°N 19.672946°E / 46.083332, 19.672946 | Суботица                |                 | Суботица     | СУБОТИЦА       |
| СК 1831 | Најстарија „Кућа Луке Сучића“ у Суботици                            | Најстарија „Кућа Луке Сучића“ у Суботици                            | Трг цара Јована Ненада 11  | 46.101767°N 19.665225°E / 46.101767, 19.665225 | Суботица                |                 | Суботица     | СУБОТИЦА       |
| СК 1832 | Зграда машинско-електротехничког школског центра у Суботици         | Зграда машинско-електротехничког школског центра у Суботици         |                            |                                                | Суботица                |                 | Суботица     | СУБОТИЦА       |
| СК 1835 | Пошаљи фотографију                                                  | Реформаторско-хришћанска црква и парохијска кућа у Пачиру           | Маршала Тита 6             | 45.897998°N 19.439276°E / 45.897998, 19.439276 | Пачир                   |                 | Бачка Топола | СУБОТИЦА       |
| СК 1836 | Родна кућа Аксентија Мародића                                       | Родна кућа Аксентија Мародића                                       | Ватрослава Лисинског 6     | 46.105706°N 19.667774°E / 46.105706, 19.667774 | Суботица                |                 | Суботица     | СУБОТИЦА       |
| СК 1839 | Пошаљи фотографију                                                  | Салаш на Верушићу                                                   | Верушић 77                 |                                                | Суботица                |                 | Суботица     | СУБОТИЦА       |
| СК 1840 | Пошаљи фотографију                                                  | Салаш Орлушков                                                      | Доњи Таванкут 168          |                                                | Таванкут                |                 | Суботица     | СУБОТИЦА       |
| СК 1841 | Пошаљи фотографију                                                  | Салаш на Носи                                                       | Носа 667                   |                                                | Хајдуково               |                 | Суботица     | СУБОТИЦА       |
| СК 1842 | Пошаљи фотографију                                                  | Скулптура Свето Тројство у Бајмоку                                  | Трг Маршала Тита           | 45.966842°N 19.424202°E / 45.966842, 19.424202 | Бајмок                  |                 | Суботица     | СУБОТИЦА       |
| СК 1846 | Српска православна црква Светог Вазнесења Господњег у Суботици      | Српска православна црква Светог Вазнесења Господњег у Суботици      | Матије Корвина 23          | 46.103586°N 19.665977°E / 46.103586, 19.665977 | Суботица                |                 | Суботица     | СУБОТИЦА       |
| СК 1847 | Зграда на Тргу републике бр. 8 у Суботици                           | Зграда на Тргу републике бр. 8 у Суботици                           | Трг републике 8            | 46.100071°N 19.663595°E / 46.100071, 19.663595 | Суботица                |                 | Суботица     | СУБОТИЦА       |
| СК 1848 | Пошаљи фотографију                                                  | Штала у Бачком Душанову                                             |                            |                                                | Бачко Душаново          |                 | Суботица     | СУБОТИЦА       |
| СК 1849 | Зграда у Ул. Штросмајеровој бр. 8 у Суботици                        | Зграда у Ул. Штросмајеровој бр. 8 у Суботици                        | Штросмајерова 8            | 46.099007°N 19.66411°E / 46.099007, 19.66411   | Суботица                |                 | Суботица     | СУБОТИЦА       |
| СК 1850 | Зграда на Тргу цара Јована Ненада бр. 7 у Суботици                  | Зграда на Тргу цара Јована Ненада бр. 7 у Суботици                  | Трг цара Јована Ненада 7   | 46.100874°N 19.6641°E / 46.100874, 19.6641     | Суботица                |                 | Суботица     | СУБОТИЦА       |
| СК 1851 | Зграда на Тргу цара Јована Ненада бр. 9 у Суботици                  | Зграда на Тргу цара Јована Ненада бр. 9 у Суботици                  | Трг цара Јована Ненада 9   | 46.101049°N 19.664464°E / 46.101049, 19.664464 | Суботица                |                 | Суботица     | СУБОТИЦА       |
| СК 1852 | Зграда на Тргу Републике бр. 10 у Суботици                          | Зграда на Тргу Републике бр. 10 у Суботици                          | Трг Републике бр. 10       | 46.101927°N 19.66602°E / 46.101927, 19.66602   | Суботица                |                 | Суботица     | СУБОТИЦА       |
| СК 2081 | Кућа на Тргу Синагоге бр. 3 у Суботици                              | Кућа на Тргу Синагоге бр. 3 у Суботици                              | Трг Синагоге 3             | 46.101801°N 19.661138°E / 46.101801, 19.661138 | Суботица                |                 | Суботица     | СУБОТИЦА       |
| СК 2082 | Салашарска црква посвеђена Узнесењу Богородице у Бикову             | Салашарска црква посвеђена Узнесењу Богородице у Бикову             |                            |                                                | Биково                  |                 | Суботица     | СУБОТИЦА       |
| СК ?    | Споменик палим борцима и жртвама фашизма                            | Споменик палим борцима и жртвама фашизма                            | Трг жртава фашизма         |                                                | Суботица                |                 | Суботица     | СУБОТИЦА       |
| СК ?    | Пошаљи фотографију                                                  | Надгробни споменик Др Бабијана Малагурског                          | Бајско гробље              |                                                | Суботица                |                 | Суботица     | СУБОТИЦА       |
| СК ?    | Пошаљи фотографију                                                  | Гробница Ернеа Лањија                                               | Бајско гробље              |                                                | Суботица                |                 | Суботица     | СУБОТИЦА       |
| СК ?    | Пошаљи фотографију                                                  | Гробница Беле Фаркаша                                               |                            |                                                | Палић                   |                 | Суботица     | СУБОТИЦА       |